# Phalempins (stacja metra)
Phalempins – stacja metra w Lille, położona na linii 2. Znajduje się w miejscowości Tourcoing. 
Została oficjalnie otwarta 27 października 2000.